# Ontario Mills

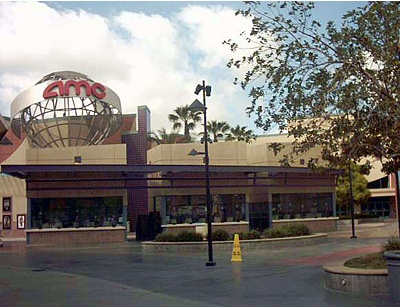
L'AMC Theatres megaplex

L'Ontario Mills est un centre commercial situé à Ontario, dans la banlieue est de Los Angeles, en Californie. C'est une des attractions touristiques principales du Inland Empire. Il fut inauguré en 1996, c'est un des plus grands centres commerciaux des États-Unis avec 138 600 mètres carrés de surface. L'Ontario Mills appartient à Mills Corporation et le centre possède environ 200 magasins.

## Effet sur la région environnante
Comme la plupart des outlet centers, l'Ontario Mills a été construit dans une région éloignée ; la région environnante était autrefois rurale et aux portes du désert. Cependant, le développement du centre commercial a contribué depuis à l'urbanisation rapide de la zone est de la ville d'Ontario.

## Magasins
L'Ontario Mills possède environ 200 magasins comme :
- AMC Theatres
- Burlington Coat Factory
- Bed Bath & Beyond
- The Children's Place
- Cost Plus World Market|Cost Plus
- Dave & Buster's
- Forever 21
- Group USA
- JCPenney Outlet Store
- Liz Claiborne
- Marshalls
- Mikasa
- MJM Designer Shoes
- Nike
- Nordstrom Rack
- Off 5th Saks Fifth Avenue
- Off Broadway Shoes
- Old Navy
- Polo Ralph Lauren
- Rainforest Cafe
- Sam Ash
- Sega Gameworks
- Steve & Barry's
- T.J. Maxx
- Virgin Megastore